# Pleurosaurus
Pleurosaurus var ett släkte reptiler som levde från slutet av jura till början av krita. Fossil av släktet har påträffats i Frankrike och Tyskland.
Pleurosaurus förfäder hade utvecklats för ett liv på land, men återvände under början av jura till havet. Benen hade tillbakabildats och var ganska korta, och användes därför inte att simma med. De hade en mycket lång kropp, och vissa arter hade så mycket som 57 ryggkotor. Näsborrarna satt nära ögonen långt tillbaka på nosen.